# Kurt von Paquet
Kurt von Paquet (1882. augusztus 24. – 1939. június 11.) német nemzetközi labdarúgó-játékvezető.

## Pályafutása
A Német labdarúgó-szövetség Játékvezető Bizottsága (JB) 1917-ben terjesztette fel nemzetközi játékvezetőnek, a Nemzetközi Labdarúgó-szövetség (FIFA) bíróinak keretébe. Több nemzetek közötti válogatott és klubmérkőzést vezetett. Az aktív nemzetközi játékvezetéstől 1917-ben  búcsúzott.

## Statisztika

### Nemzetközi válogatott mérkőzése
| #  | Dátum             | Helyszín        | Hazai    | Eredmény | Vendég       | Kiírás     | Gólok | Esemény |
| -- | ----------------- | --------------- | -------- | -------- | ------------ | ---------- | ----- | ------- |
| 1. | 1917. november 4. | Bécs, WAC-Platz | Ausztria | 1 – 2    | Magyarország | barátságos | -     |         |
|    | Összesen          |                 |          | 1        | mérkőzés     |            |       |         |